# Mariacarla Boscono

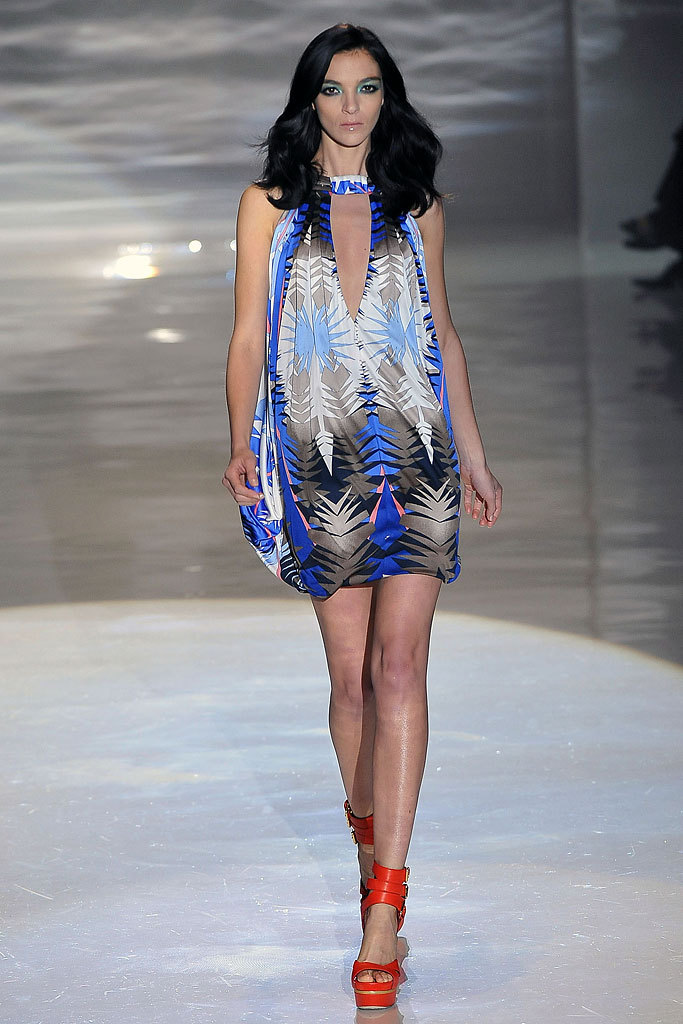
Mariacarla Boscono

Mariacarla Boscono (Rome, 20 september 1980) is een Italiaans fotomodel en actrice.

## Biografie
Mariacarla Boscono werd geboren in Rome. Haar ouders waren voor hun werk veel op reis, maar wilden hun dochter in Italië geboren laten worden. Haar jeugd bracht zij door in Italië, de Verenigde Staten en Kenia. Op 16-jarige leeftijd begon zij haar werk als model, nadat zij op een familiefeestje daartoe was aangemoedigd door een vriend van haar ouders, die fotograaf was. Zij tekende een contract bij de modellenbureaus DNA Model Management in New York en Riccardo Gay in Milaan. Piero Piazzi, haar manager, begeleidde haar hierbij. Momenteel werkt zij voor Women Management in New York en Parijs en voor Elite Model Management in Milaan.
Boscono was het gezicht van talloze reclamecampagnes. Zij heeft o.a. gewerkt voor Givenchy, Roberto Cavalli, Akris, Alberta Ferretti, Anna Molinari, Giorgio Armani, Bulgari, Calvin Klein, Yves Saint Laurent, Chanel, Christian Dior, DKNY, Emanuel Ungaro, Escada, Jean Louis David, Jean Paul Gaultier, L'Oréal, Marc Jacobs, Marella Ferrera, Michael Kors, Kors fragrance, Neiman Marcus, Paul & Joe, Valentino, Versace, Alessandro Dell'Acqua (Woman in Rose-parfum) en Yigal Azrouël.
In 2005 verving zij Kate Moss als gezicht van Hennes & Mauritz. 
Boscono verscheen in reclamespots van modeontwerpster Stella McCartney.
In 2017 werd zij het gezicht van de herfst- en wintercollectie van Bottega Veneta, Vera Wang en Óscar de la Renta.
Boscono is een alleenstaande moeder van een dochter.

## Theater
In mei 2006 speelde zij in New York mee in het stuk The Maids (Les Bonnes) van Jean Genet. Zij speelde de rol van Solange.
In 2010 en 2011 werkte zij met het theatergezelschap Klesidra aan het project Donne per Shakespeare. Onder regie van Imogen Kusch werden in het Nuovo Teatro Colosseo in Rome twee stukken opgevoerd. In januari 2010 Cymbeline en in februari 2011 The Winter’s Tale. In beide stukken werden alle rollen uitgevoerd door vrouwen.